# Erimo
Erimo (jap. えりも町 Erimo-chō) – miasto w Japonii, w prefekturze Hokkaido, w podprefekturze Hidaka. Według danych na rok 2020 miejscowość zamieszkiwało 4 374 mieszkańców , a gęstość zaludnienia wyniosła 15,4 os./km².